# 4-polytope uniforme

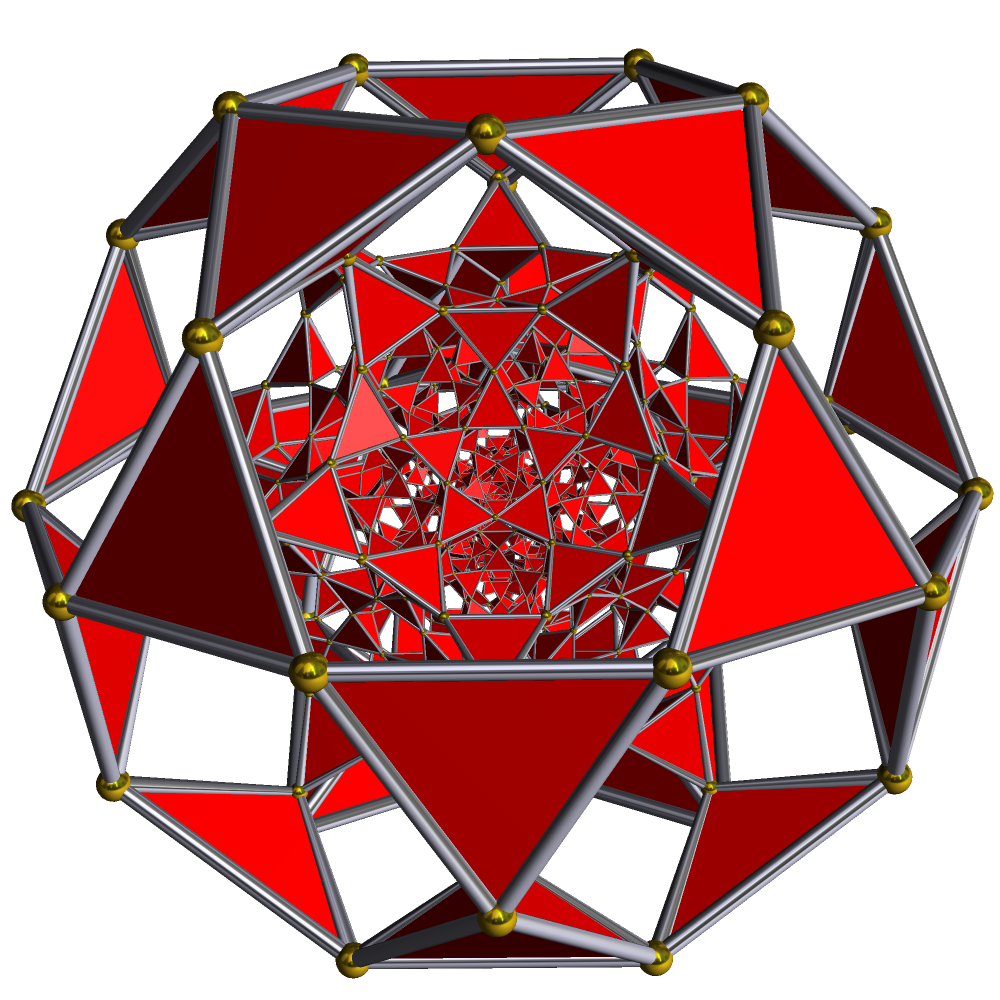
Diagramme de Schlegel du 120-cellules rectifié.

Un 4-polytope uniforme est, en géométrie, un 4-polytope isogonal dont les cellules sont des polyèdres uniformes. Il s'agit de l'équivalent de ces derniers en dimension 4.

## 4-polytopes uniformes convexes

### Dénombrement
Si on ne compte pas l'ensemble infini des duoprismes et des hyperprismes antiprismatiques, il existe 64 4-polytopes uniformes convexes :
- 4-polytopes non-prismatiques :
  - 9 de groupe de Coxeter A4 ;
  - 9 de groupe de Coxeter F4 ;
  - 15 de groupe de Coxeter B4 (dont 3 sont également compris dans la famille précédente) ;
  - 15 de groupe de Coxeter H4 ;
  - 1 forme adoucie spéciale dans le groupe F4 ;
  - 1 4-polytope spécial, le grand antiprisme ;
- Prismes polyédriques :
  - 5 prismes basés sur les solides de Platon (dont le tesseract, déjà compris dans la famille B4) ;
  - 13 prismes basés sur les solides d'Archimède.

Les autres formes convexes sont générées par deux ensembles prismatiques infinis :
- l'ensemble des hyperprismes antiprismatiques uniformes, prismes polyédriques de deux antiprismes ;
- l'ensemble des duoprismes uniformes.

### A4
Les 4-polytopes uniformes dont le groupe de Coxeter est A4 sont au nombre de 9. Ils sont basés sur le 5-cellules (ou pentachore).
| Polytope                    | Symbole de Schläfli | Diagramme de Coxeter-Dynkin | Cellules | Faces | Segments | Sommets |
| --------------------------- | ------------------- | --------------------------- | -------- | ----- | -------- | ------- |
| 5-cellules                  | {3,3,3}             |                             | 5        | 10    | 10       | 5       |
| 5-cellules rectifié         | t1{3,3,3}           |                             | 10       | 30    | 30       | 10      |
| 5-cellules tronqué          | t0,1{3,3,3}         |                             | 10       | 30    | 40       | 20      |
| 5-cellules biseauté         | t0,2{3,3,3}         |                             | 20       | 80    | 90       | 30      |
| 5-cellules augmenté         | t0,3{3,3,3}         |                             | 30       | 70    | 60       | 20      |
| 5-cellules bitronqué        | t1,2{3,3,3}         |                             | 10       | 40    | 60       | 30      |
| 5-cellules biseauté-tronqué | t0,1,2{3,3,3}       |                             | 20       | 80    | 120      | 60      |
| 5-cellules augmenté-tronqué | t0,1,3{3,3,3}       |                             | 30       | 120   | 150      | 60      |
| 5-cellules omnitronqué      | t0,1,2,3{3,3,3}     |                             | 30       | 150   | 240      | 120     |

| Troncatures du pentachore                        | Pentachore        | Pentachore tronqué | Pentachore rectifié | Pentachore biseauté  | Pentachore bitronqué | Pentachore biseauté-tronqué | Pentachore augmenté | Pentachore augmenté-tronqué | Pentachore omnitronqué |
| Symbole de Schläfli                              | {3,3,3} 3r{3,3,3} | t{3,3,3} 3t{3,3,3} | r{3,3,3} 2r{3,3,3}  | rr{3,3,3} r2r{3,3,3} | 2t{3,3,3}            | tr{3,3,3} t2r{3,3,3}        | t0,3{3,3,3}         | t0,1,3{3,3,3} t0,2,3{3,3,3} | t0,1,2,3{3,3,3}        |
| Diagramme de Coxeter                             | ·                 | ·                  | ·                   | ·                    |                      | ·                           |                     | ·                           |                        |
| ------------------------------------------------ | ----------------- | ------------------ | ------------------- | -------------------- | -------------------- | --------------------------- | ------------------- | --------------------------- | ---------------------- |
| Diagramme de Schlegel                            |                   |                    |                     |                      |                      |                             |                     |                             |                        |
| Projection orthogonale par le plan de Coxeter A4 |                   |                    |                     |                      |                      |                             |                     |                             |                        |
| par le plan de Coxeter A3                        |                   |                    |                     |                      |                      |                             |                     |                             |                        |
| par le plan de Coxeter A2                        |                   |                    |                     |                      |                      |                             |                     |                             |                        |

### BC4

#### Caractéristiques
Les 4-polytopes uniformes dont le groupe de Coxeter est BC4 sont au nombre de 15.

#### 8-cellules
Les 4-polytopes suivants sont basés sur le 8-cellules (ou tesseract).
| Polytope                                         | Symbole de Schläfli | Diagramme de Coxeter-Dynkin | Cellules | Faces | Segments | Sommets |
| ------------------------------------------------ | ------------------- | --------------------------- | -------- | ----- | -------- | ------- |
| 8-cellules                                       | {4,3,3}             |                             | 8        | 24    | 32       | 16      |
| 8-cellules rectifié                              | t1{4,3,3}           |                             | 24       | 88    | 96       | 32      |
| 8-cellules tronqué                               | t0,1{4,3,3}         |                             | 24       | 88    | 128      | 64      |
| 8-cellules biseauté                              | t0,2{4,3,3}         |                             | 56       | 248   | 288      | 96      |
| 8-cellules augmenté (16-cellules augmenté)       | t0,3{4,3,3}         |                             | 80       | 208   | 192      | 64      |
| 8-cellules bitronqué (16-cellules bitronqué)     | t1,2{4,3,3}         |                             | 24       | 120   | 192      | 96      |
| 8-cellules biseauté-tronqué                      | t0,1,2{4,3,3}       |                             | 56       | 248   | 384      | 192     |
| 8-cellules augmenté-tronqué                      | t0,1,3{4,3,3}       |                             | 80       | 368   | 480      | 192     |
| 8-cellules omnitronqué (16-cellules omnitronqué) | t0,1,2,3{4,3,3}     |                             | 80       | 464   | 768      | 384     |

#### 16-cellules
Les 4-polytopes suivants sont basés sur le 16-cellules (ou hexadécachore).
| Polytope                                           | Symbole de Schläfli | Diagramme de Coxeter-Dynkin | Cellules | Faces | Segments | Sommets |
| -------------------------------------------------- | ------------------- | --------------------------- | -------- | ----- | -------- | ------- |
| 16-cellules                                        | {3,3,4}             |                             | 16       | 32    | 24       | 8       |
| 16-cellules rectifié (24-cellules)                 | t1{3,3,4}           |                             | 24       | 96    | 96       | 24      |
| 16-cellules tronqué                                | t0,1{3,3,4}         |                             | 24       | 96    | 120      | 48      |
| 16-cellules biseauté (24-cellules rectifié)        | t0,2{3,3,4}         |                             | 48       | 240   | 288      | 96      |
| 16-cellules augmenté (8-cellules augmenté)         | t0,3{3,3,4}         |                             | 80       | 208   | 192      | 64      |
| 16-cellules bitronqué (8-cellules bitronqué)       | t1,2{3,3,4}         |                             | 24       | 120   | 192      | 96      |
| 16-cellules biseauté-tronqué (24-cellules tronqué) | t0,1,2{3,3,4}       |                             | 48       | 240   | 384      | 192     |
| 16-cellules augmenté-tronqué                       | t0,1,3{3,3,4}       |                             | 80       | 368   | 480      | 192     |
| 16-cellules omnitronqué (8-cellules omnitronqué)   | t0,1,2,3{3,3,4}     |                             | 80       | 464   | 768      | 384     |

### F4
Les 4-polytopes uniformes dont le groupe de Coxeter est F4 sont au nombre de 9. Ils sont basés sur le 24-cellules (ou icositétrachore).
| Polytope                                                  | Symbole de Schläfli | Diagramme de Coxeter-Dynkin | Cellules | Faces | Segments | Sommets |
| --------------------------------------------------------- | ------------------- | --------------------------- | -------- | ----- | -------- | ------- |
| 24-cellules (16-cellules rectifié)                        | {3,4,3}             |                             | 24       | 96    | 96       | 24      |
| 24-cellules rectifié (16-cellules biseauté)               | t1{3,4,3}           |                             | 48       | 240   | 288      | 96      |
| 24-cellules tronqué (16-cellules biseauté-tronqué)        | t0,1{3,4,3}         |                             | 48       | 240   | 384      | 192     |
| 24-cellules biseauté                                      | t0,2{3,4,3}         |                             | 144      | 720   | 864      | 288     |
| 24-cellules augmenté                                      | t0,3{3,4,3}         |                             | 240      | 672   | 576      | 144     |
| 24-cellules bitronqué                                     | t1,2{3,4,3}         |                             | 48       | 336   | 576      | 288     |
| 24-cellules biseauté-tronqué                              | t0,1,2{3,4,3}       |                             | 144      | 720   | 1 152    | 576     |
| 24-cellules augmenté-tronqué                              | t0,1,3{3,4,3}       |                             | 240      | 1 104 | 1 440    | 576     |
| 24-cellules omnitronqué                                   | t0,1,2,3{3,4,3}     |                             | 240      | 1 392 | 2 304    | 1 152   |
| 24-cellules biseauté-tronqué alterné (24-cellules adouci) | h0,1,2{3,4,3}       |                             | 144      | 480   | 432      | 96      |

### H4

#### Caractéristiques
Les 4-polytopes uniformes dont le groupe de Coxeter est H4 sont au nombre de 15.

#### 120-cellules
Les 4-polytopes suivants sont basés sur le 120-cellules (ou hécatonicosachore).
| Polytope                                            | Symbole de Schläfli | Diagramme de Coxeter-Dynkin | Cellules | Faces  | Segments | Sommets |
| --------------------------------------------------- | ------------------- | --------------------------- | -------- | ------ | -------- | ------- |
| 120-cellules                                        | {5,3,3}             |                             | 120      | 720    | 1 200    | 600     |
| 120-cellules rectifié                               | t1{5,3,3}           |                             | 720      | 3 120  | 3 600    | 1 200   |
| 120-cellules tronqué                                | t0,1{5,3,3}         |                             | 720      | 3 120  | 4 800    | 2 400   |
| 120-cellules biseauté                               | t0,2{5,3,3}         |                             | 1 920    | 9 120  | 10 800   | 3 600   |
| 120-cellules augmenté (600-cellules augmenté)       | t0,3{5,3,3}         |                             | 2 640    | 7 440  | 7 200    | 2 400   |
| 120-cellules bitronqué (600-cellules bitronqué)     | t1,2{5,3,3}         |                             | 720      | 4 320  | 7 200    | 3 600   |
| 120-cellules biseauté-tronqué                       | t0,1,2{5,3,3}       |                             | 1 920    | 9 120  | 14 400   | 7 200   |
| 120-cellules augmenté-tronqué                       | t0,1,3{5,3,3}       |                             | 2 640    | 13 440 | 18 000   | 7 200   |
| 120-cellules omnitronqué (600-cellules omnitronqué) | t0,1,2,3{5,3,3}     |                             | 2 640    | 17 040 | 28 800   | 14 400  |

#### 600-cellules
Les 4-polytopes suivants sont basés sur le 600-cellules (ou hexacosichore).
| Polytope                                            | Symbole de Schläfli | Diagramme de Coxeter-Dynkin | Cellules | Faces  | Segments | Sommets |
| --------------------------------------------------- | ------------------- | --------------------------- | -------- | ------ | -------- | ------- |
| 600-cellules                                        | {3,3,5}             |                             | 600      | 1 200  | 720      | 120     |
| 600-cellules rectifié                               | t1{3,3,5}           |                             | 720      | 3 600  | 3 600    | 720     |
| 600-cellules tronqué                                | t0,1{3,3,5}         |                             | 720      | 3 600  | 4 320    | 1 440   |
| 600-cellules biseauté                               | t0,2{3,3,5}         |                             | 1 440    | 8 640  | 10 800   | 3 600   |
| 600-cellules augmenté (120-cellules augmenté)       | t0,3{3,3,5}         |                             | 2 640    | 7 440  | 7 200    | 2 400   |
| 600-cellules bitronqué (120-cellules bitronqué)     | t1,2{3,3,5}         |                             | 720      | 4 320  | 7 200    | 3 600   |
| 600-cellules biseauté-tronqué                       | t0,1,2{3,3,5}       |                             | 1 440    | 8 640  | 14 400   | 7 200   |
| 600-cellules augmenté-tronqué                       | t0,1,3{3,3,5}       |                             | 2 640    | 13 440 | 18 000   | 7 200   |
| 600-cellules omnitronqué (120-cellules omnitronqué) | t0,1,2,3{3,3,5}     |                             | 2 640    | 17 040 | 28 800   | 14 400  |

### D4
Les 4-polytopes suivants sont basés sur le demitesseract. Ils sont déjà présents dans les autres constructions, mais sont indiqués ici pour mention de leur construction alternative.
| Polytope                                                 | Symbole de Schläfli | Diagramme de Coxeter-Dynkin | Cellules | Faces | Segments | Sommets |
| -------------------------------------------------------- | ------------------- | --------------------------- | -------- | ----- | -------- | ------- |
| Demitesseract (16-cellules)                              | {3,3,5}             |                             | 16       | 32    | 24       | 8       |
| Demitesseract rectifié (16-cellules tronqué)             | t1{3,3,5}           |                             | 48       | 240   | 288      | 96      |
| Demitesseract tronqué (8-cellules rectifié)              | t0,1{3,3,5}         |                             | 24       | 96    | 120      | 48      |
| Demitesseract biseauté (8-cellules bitronqué)            | t0,2{3,3,5}         |                             | 24       | 88    | 96       | 32      |
| Demitesseract biseauté-tronqué (24-cellules)             | t0,1,2{3,3,5}       |                             | 24       | 96    | 96       | 24      |
| Demitesseract augmenté-biseauté (16-cellules biseauté)   | t0,2,3{3,3,5}       |                             | 24       | 120   | 192      | 96      |
| Demitesseract omnitronqué (16-cellules biseauté-tronqué) | t0,1,2,3{3,3,5}     |                             | 48       | 240   | 384      | 192     |
| Demitesseract adouci (24-cellules adouci)                | s{3,3,5}            |                             | 144      | 480   | 432      | 96      |

Here again the snub 24-cell represents an alternated truncation of the truncated 24-cell, creating 96 new tetrahedra at the position of the deleted vertices. In contrast to its appearance within former groups as partly snubbed polychoron, only within this symmetry group it has the full analogy to the Kepler snubs, i.e. the snub cube and the snub dodecahedron.

### Grand antiprisme
Le grand antiprisme comprend 20 antiprismes pentagonaux formant deux anneaux perpendiculaires, reliés par 300 tétraèdres.
| Polytope         | Symbole de Schläfli | Diagramme de Coxeter-Dynkin | Cellules | Faces | Segments | Sommets |
| ---------------- | ------------------- | --------------------------- | -------- | ----- | -------- | ------- |
| Grand antiprisme | aucun               | aucun                       | 320      | 720   | 500      | 100     |